# 1987年のNBAドラフト
1987年のNBAドラフトは、1987年度のNBAドラフト。1987年6月22日、アメリカ合衆国ニューヨーク州ニューヨークで開催された。

## 概観
1987年のNBAドラフトは1984年のNBAドラフトに次ぐ当たり年と呼ばれており、NBAの偉大な50人に選出されたデビッド・ロビンソンとスコッティ・ピッペンはこの年のドラフトでNBA入りした。また、レジー・ミラーやケビン・ジョンソンなど、後に所属チームの中心となる選手もこの年のドラフトで指名された。

## ドラフト指名
| PG | ポイントガード | SG | シューティングガード | SF | スモールフォワード | PF | パワーフォワード | C | センター |

| * | バスケットボール殿堂入り      |
| ^ | 現役プレーヤー                |
| S | NBAオールスター               |
| A | オールNBAチーム               |
| R | NBAオールルーキーチーム       |
| D | NBAオールディフェンシブチーム |
| C | NBAチャンピオン               |
| F | ファイナルMVP                 |
| # | NBAでのプレー経験なし         |
| M | シーズンMVP                   |

### 1巡目
| 指名順 | 選手名                      | 経歴          | 国籍           | 指名チーム                                                               | 出身校など                 |
| ------ | --------------------------- | ------------- | -------------- | ------------------------------------------------------------------------ | -------------------------- |
| 1      | デビッド・ロビンソン (C)    | * S A R D C M | アメリカ合衆国 | サンアントニオ・スパーズ                                                 | 海軍兵学校                 |
| 2      | アーメン・ギリアム (PF)     |               | アメリカ合衆国 | フェニックス・サンズ                                                     | UNLV                       |
| 3      | デニス・ホプソン (SF)       |               | アメリカ合衆国 | ニュージャージー・ネッツ                                                 | オハイオ州立大学           |
| 4      | レジー・ウィリアムズ (SF)   |               | アメリカ合衆国 | ロサンゼルス・クリッパーズ                                               | ジョージタウン大学         |
| 5      | スコッティ・ピッペン (SF)   | * S A D C     | アメリカ合衆国 | シアトル・スーパーソニックス（ニューヨークから） →シカゴにトレード       | アーカンソー中央大学       |
| 6      | ケニー・スミス (PG)         |               | アメリカ合衆国 | サクラメント・キングス                                                   | ノースカロライナ大学       |
| 7      | ケビン・ジョンソン (PG)     |               | アメリカ合衆国 | クリーブランド・キャバリアーズ                                           | カリフォルニア大学         |
| 8      | オルデン・ポリニス (C)      |               | ハイチ         | シカゴ・ブルズ（デンバーからニューヨークを経由して） →シアトルにトレード | バージニア大学             |
| 9      | デリック・マッキー (SF)     |               | アメリカ合衆国 | シアトル・スーパーソニックス                                             | アラバマ大学               |
| 10     | ホーレス・グラント (PF)     | S C           | アメリカ合衆国 | シカゴ・ブルズ                                                           | クレムゾン大学             |
| 11     | レジー・ミラー (SG)         | * S A         | アメリカ合衆国 | インディアナ・ペイサーズ                                                 | UCLA                       |
| 12     | マグシー・ボーグス (PG)     |               | アメリカ合衆国 | ワシントン・ブレッツ                                                     | ウェイクフォレスト大学     |
| 13     | ジョー・ウルフ (C)          |               | アメリカ合衆国 | ロサンゼルス・クリッパーズ（ヒューストンから）                           | ノースカロライナ大学       |
| 14     | テリス・フランク (PF)       |               | アメリカ合衆国 | ゴールデンステート・ウォリアーズ                                         | ウエスタンケンタッキー大学 |
| 15     | ホセ・オルティス (PF)       |               | プエルトリコ   | ユタ・ジャズ                                                             | オレゴン州立大学           |
| 16     | クリスチャン・ウェルプ (C)  |               | ドイツ         | フィラデルフィア・セブンティシクサーズ                                   | ワシントン大学             |
| 17     | ロニー・マーフィー (SG)     |               | アメリカ合衆国 | ポートランド・トレイルブレイザーズ                                       | ジャクソンビル大学         |
| 18     | マーク・ジャクソン (PG)     | S             | アメリカ合衆国 | ニューヨーク・ニックス（ミルウォーキーからシアトルを経由して）           | セント・ジョンズ大学       |
| 19     | ケン・ノーマン (SF)         |               | アメリカ合衆国 | ロサンゼルス・クリッパーズ（デトロイトから）                             | イリノイ大学               |
| 20     | ジム・ファーマー (SG)       |               | アメリカ合衆国 | ダラス・マーベリックス                                                   | アラバマ大学               |
| 21     | マット・ロバーソン (F)      |               | アメリカ合衆国 | アトランタ・ホークス                                                     | ジョージア州立大学         |
| 22     | レジー・ルイス (SG)         | S             | アメリカ合衆国 | ボストン・セルティックス                                                 | ノースイースタン大学       |
| 23     | グレッグ・アンダーソン (PF) |               | アメリカ合衆国 | サンアントニオ・スパーズ（ロサンゼルス・レイカーズから）                 | ヒューストン大学           |

## 2巡目以降で指名された主な選手
| 指名順 | 選手名                                | 経歴 | 国籍                      | 指名チーム                             | 出身校など                       |
| ------ | ------------------------------------- | ---- | ------------------------- | -------------------------------------- | -------------------------------- |
| 26     | スティーブ・アルフォード (SG)         |      | アメリカ合衆国            | ダラス・マーベリックス                 | インディアナ大学                 |
| 28     | リッキー・ウィンスロー (SF)           |      | アメリカ合衆国            | シカゴ・ブルズ                         | ヒューストン大学                 |
| 39     | ヴィンセント・アスキュー (SG)         |      | アメリカ合衆国            | フィラデルフィア・セブンティシクサーズ | メンフィス州立大学               |
| 40     | ウィンストン・ガーランド (PG)         |      | アメリカ合衆国            | ミルウォーキー・バックス               | サウスウェストミシシッピ州立大学 |
| 45     | ブラッド・ローハウス (PF)             |      | アメリカ合衆国            | ボストン・セルティックス               | アイオワ大学                     |
| 52     | ドナルド・ロイヤル (SF)               |      | アメリカ合衆国            | クリーブランド・キャバリアーズ         | ノートルダム大学                 |
| 63     | ケビン・ギャンブル (SG)               |      | アメリカ合衆国            | ポートランド・トレイルブレイザーズ     | アイオワ大学                     |
| 68     | ビリー・ドノバン (PG)                 |      | アメリカ合衆国            | ユタ・ジャズ                           | プロヴィデンス大学               |
| 75     | クリス・ダドリー (C)                  |      | アメリカ合衆国            | サンアントニオ・スパーズ               | イェール大学                     |
| 79     | ジャック・ヘイリー (C)                |      | アメリカ合衆国            | シカゴ・ブルズ                         | UCLA                             |
| 100    | ロニー・グランディソン (SF)           |      | アメリカ合衆国            | デンバー・ナゲッツ                     | ニューオーリンズ                 |
| 127    | シャルーナス・マルチルリョーニス (SF) | *    | ソビエト連邦 · リトアニア | ゴールデンステート・ウォリアーズ       | Statyba Vilnius （ソ連）         |

## ドラフト外入団の主な選手
- セルゲイ・バザレビッチ (SG) PBC CSKAモスクワ
- スコット・ブルックス (PG) カリフォルニア大学アーバイン校
- ラディサフ・チュルチュッチ (C) KKオリンピジャ
- アンドリュー・ゲイズ (F) メルボルン・ユナイテッド
- デビッド・ウッド (F) ネバダ大学リノ校